# Panzerbrigade 150
De Duitse Panzerbrigade 150  was een speciale Duitse Panzerbrigade van de Wehrmacht tijdens de Tweede Wereldoorlog, die werd gevormd om deel te nemen aan het Ardennenoffensief. De brigade was ongebruikelijk, omdat het werd gevormd uit alle delen van de Duitse strijdkrachten, waaruit de 2500 man in de brigade waren gevormd; 1000 van de Wehrmacht, 500 van de Waffen-SS, 800 van de Luftwaffe en 200 van de Kriegsmarine. De taak was het veroveren van de bruggen bij Amay, Engis en Huy. Dit was bekend als Operatie Greif. De brigade staat erom bekend dat Engelstalige leden Amerikaanse uniformen droegen om verstoring en desinformatie achter de Amerikaanse linies te veroorzaken. De brigade kreeg buitgemaakte geallieerde uitrusting en had twee Sherman-tanks (die nooit actie zagen vanwege mechanische problemen) en Duitse voertuigen werden aangepast om op geallieerde pantservoertuigen te lijken.

## Krijgsgeschiedenis

### Oprichting
Panzerbrigade 150 werd opgericht vanaf november 1944 rond Eberswalde en op Oefenterrein Grafenwöhr.

### Opbouw en voorbereiding
De timing van het offensief betekende dat de bedoelde brigadecommandeur, SS-Obersturmbannführer Otto Skorzeny, slechts 5 of 6 weken de tijd had om een gloednieuwe eenheid te rekruteren en op te leiden. Binnen vier dagen stuurde hij zijn plannen voor Panzerbrigade 150 naar Generaloberst Alfred Jodl. Ondanks het vragen om 3.300 man kreeg hij onmiddellijk groen licht en de belofte van volledige steun. Het Oberkommando der Wehrmacht gaf op 25 oktober een bevel met het verzoek om geschikte soldaten voor de operatie met "kennis van de Engelse taal en ook het Amerikaanse dialect" dat werd doorgegeven aan elk hoofdkwartier aan het Westfront, en dit verzoek werd al snel bekend bij de geallieerden.

De nieuwe brigade had voertuigen, wapens en uniformen van het Amerikaanse leger nodig; OB West werd gevraagd om 15 tanks, 20 gepantserde auto's, 20 zelfrijdende kanonnen, 100 Jeeps, 40 motorfietsen, 120 vrachtwagens en Britse en Amerikaanse legeruniformen te vinden, die allemaal moesten worden afgeleverd in het trainingskamp van de brigade, dat was opgezet op Oefenterrein Grafenwöhr. De geleverde apparatuur voldeed niet aan de vereisten, waaronder slechts twee Sherman-tanks (in slechte staat), en Skorzeny moest Duitse vervangers, 5 tanks en 6 pantserwagens gebruiken. De brigade werd ook overspoeld met Poolse en Russische apparatuur, gestuurd door eenheden die geen idee hadden waarvoor het verzoek was. Wat betreft Engelstalige soldaten, werden slechts 10 mannen gevonden die perfect Engels spraken met enige kennis van het Amerikaans idioom, 30-40 mannen die goed Engels spraken maar geen kennis hadden van jargon, 120-150 die redelijk goed Engels spraken, en ongeveer 200 man die op school Engels hadden geleerd.

Geconfronteerd met deze tegenslagen verkleinde Skorzeny Panzerbrigade 150 van drie bataljons naar twee en verzamelde de 150 beste Engelse sprekers in een commando-eenheid genaamd “Einheit Stielau”. Skorzeny rekruteerde ook een compagnie van SS-Jagdverbände "Mitte" en twee compagnieën van SS-Fallschirmjäger-Bataljon 600, en kreeg twee Luftwaffe parachutisten bataljons (voorheen van KG 200), tankbemanningen van Panzerregimenten en kanonniers van artillerie-eenheden. In totaal werden 2500 mannen verzameld in Grafenwöhr, 800 minder dan gehoopt.

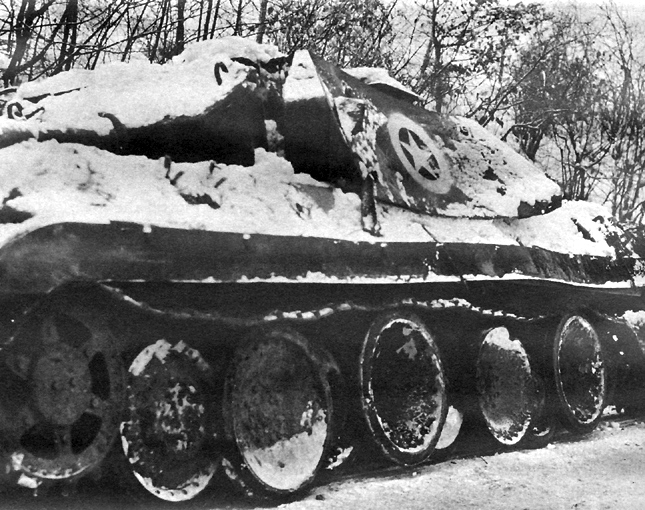
Duitse Panther tank vermomd om op een Amerikaanse M10 Wolverine tankjager te lijken

Het uiteindelijke totaal van de apparatuur was ook minder dan gehoopt; er waren slechts voldoende Amerikaanse legerwapens gevonden om de commando-eenheid uit te rusten, en slechts 4 Amerikaanse verkenningsauto's, 30 jeeps en 15 vrachtwagens werden gevonden. Het verschil werd gecompenseerd met Duitse voertuigen geschilderd in Amerikaans olijfgroen met aangebrachte markeringen. Er was slechts één Sherman-tank beschikbaar en de Panther-tanks van de brigade waren vermomd als M10-tankjagers door de commandantskoepels te verwijderen en hun rompen en koepels te vermommen met dun plaatstaal. Het probleem van herkenning door hun eigen troepen was cruciaal, en ze moesten zichzelf identificeren met verschillende methoden: het weergeven van een kleine gele driehoek aan de achterkant van hun voertuigen; tanks die hun kanonnen in de positie van negen uur houden; troepen die roze of blauwe sjaals dragen en hun helmen uittrekken; en 's nachts knipperen van een blauwe of rode lamp.

Terwijl de brigade zich voorbereidde op actie, begonnen geruchten te stromen dat ze de belegerde steden Duinkerken of Lorient moesten bevrijden, Antwerpen zouden veroveren of het geallieerde opperbevel op SHAEF in Parijs moesten veroveren. Pas op 10 december werden de eigen commandanten van Skorzeny op de hoogte gebracht van de ware plannen van de brigade. Panzerbrigade 150 moest proberen ten minste twee van de bruggen over de Maas bij Amay, Huy en Andenne te veroveren voordat deze konden worden vernietigd. De operatie zou beginnen als de Panzertroepen de Hohes Venn bereikt zouden hebben. De drie aanvalsgroepen (Kampfgruppe X, Kampfgruppe Y en Kampfgruppe Z) zouden dan naar de afzonderlijke bruggen gaan.

### Inzet – Operatie Greif
Toen Operatie Greif uiteindelijk begon, werd de brigade opgehouden in de enorme files die het hele offensief grote problemen bezorgden. Na twee dagen op deze manier te hebben verloren, werden de oorspronkelijke doelen van de brigade min of meer opgegeven en kreeg het opdracht te vechten als een reguliere formatie. Het kreeg de taak om Malmedy te veroveren, maar een deserteur waarschuwde de Amerikaanse troepen voor de plannen. De aanval werd met hevig vuur ontvangen en de Duitsers moesten zich terugtrekken. De Amerikaanse artillerie eiste een zware tol van de eenheid, zelfs toen deze werd teruggetrokken uit de daadwerkelijke gevechten. Onder de gewonden was Otto Skorzeny zelf, die werd getroffen door granaatscherf.

### Einde
Panzerbrigade 150 werd op 25 december 1944 uit de frontlinie gehaald, opgeheven en vervangen door de 18e Volksgrenadierdivisie. Enkele delen van de brigade, met name die van de SS-Jagdverbände, vormden eind januari 1945 aan het Oderfront het “Sperrverband Skorzeny”.

In totaal 44 Duitse soldaten in Amerikaanse uniformen slaagden erin door Amerikaanse linies te glippen en op acht na kwamen ze levend terug. Nog eens 23 mannen werden gevangen genomen en 18 werden geëxecuteerd als spionnen.

### Slagorde
- Kampfabteilung 2150 met 2 compagnieën (1 Panther tank compagnie (5 stuks), 1 Sturmgeschütz compagnie (5 stuks))
- 1 Infanteriegruppe
- 3 kleine Stäbe für die Kampfgruppen

Het personeel kwam van verschillende troepenonderdelen:
- - 2 Bataljons uit "Kampfgruppe 200" van de Luftwaffe (800 man)
  - 1 compagnie "Jagdverband Mitte" (175 man)
  - 2 compagnien SS-Fallschirmjäger-Bataljon 600 (380 man)
  - 2 Panzercompagnien (240 man)
  - 2 Panzergrenadiercompagnien (350 man)
  - 2 compagnien schwere Granatwerfer (200 man)
  - 2 Panzerjägercompagnien (200 man)
  - 1 Pionier-compagnie (100 man)
  - 2 verbindingscompagnien (200 man)
  - 3 Voertuig-onderhouds-pelotons (75 man)

## Commandanten

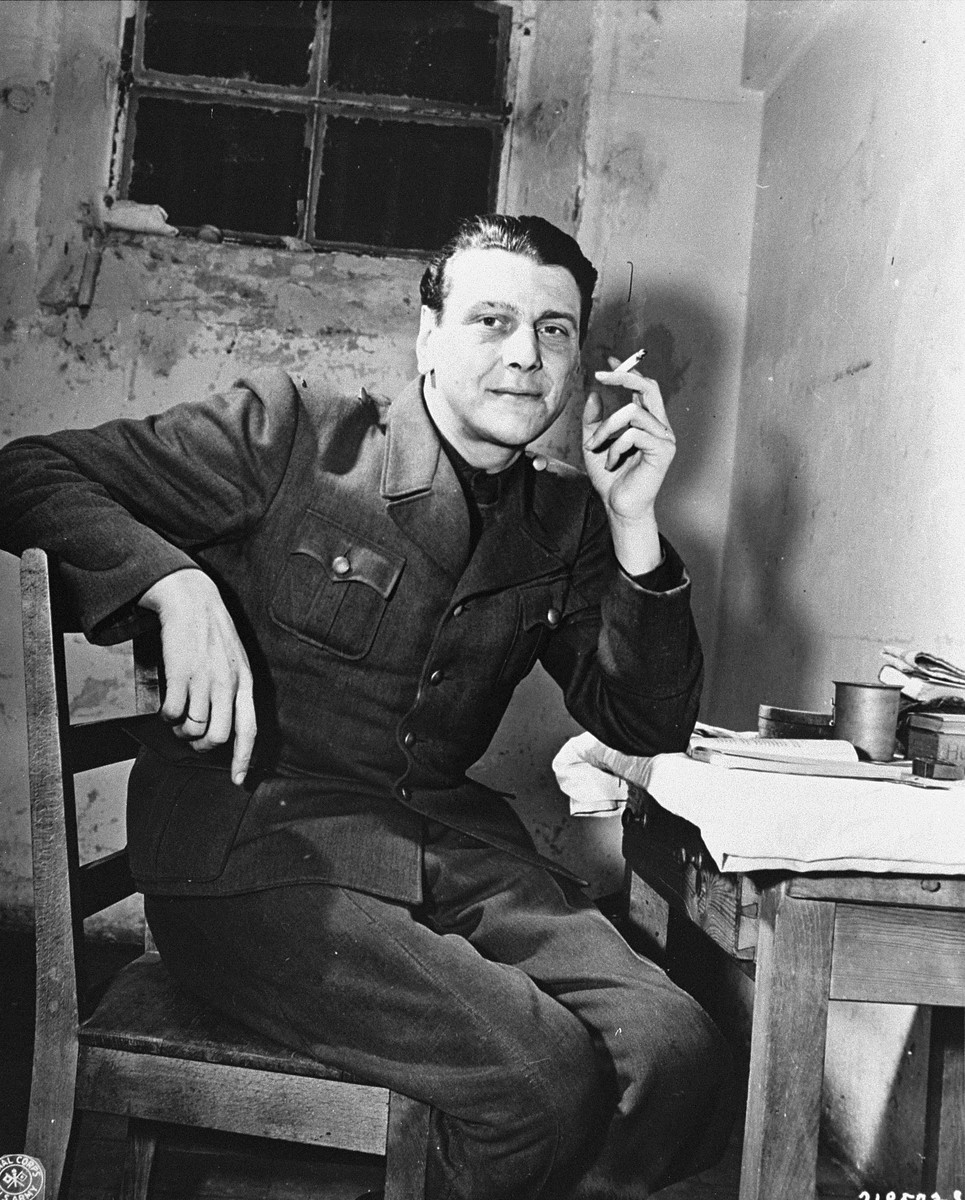
Otto Skorzeny, hier na zijn gevangenname

| Rang                   | Naam          | Begin            | Eind             |
| ---------------------- | ------------- | ---------------- | ---------------- |
| Oberstleutnant         | Hermann Wulf  | november 1944    | 14 december 1944 |
| SS-Obersturmbannführer | Otto Skorzeny | 14 december 1944 | 25 december 1944 |